# Der Barzanhandel
Der Barzanhandel (Originaltitel: The Price) ist die achte Folge der dritten Staffel der US-amerikanischen Science-Fiction-Fernsehserie Raumschiff Enterprise – Das nächste Jahrhundert. Sie wurde in den Vereinigten Staaten über Syndication vermarktet und erstmals am 13. November 1989 auf verschiedenen Fernsehsendern ausgestrahlt. In Deutschland war sie zum ersten Mal am 28. August 1992 in einer synchronisierten Fassung im ZDF zu sehen.

## Handlung
Im Jahr 2366 bei Sternzeit 43385.6 befindet sich die Enterprise im Orbit um Barzan II. Der Planet ist extrem arm an Rohstoffen, weshalb die Barzaner auch keine Möglichkeit zur interstellaren Raumfahrt haben. Allerdings befindet sich in ihrem Sonnensystem ein anscheinend stabiles Wurmloch, das schnelle Reisen in weit entfernte Gegenden der Milchstraße ermöglicht. Die Barzaner beabsichtigen, die Kontrolle über das Wurmloch demjenigen zu überlassen, der ihnen das vorteilhafteste Angebot unterbreitet. Zu diesem Zweck hat Premierministerin Bhavani Verhandlungen mit verschiedenen Interessenten anberaumt, die an Bord der Enterprise stattfinden sollen. Der Verhandlungsführer für die Föderation ist ein Mann namens Mendoza, die Caldonier haben Leyor als Repräsentanten geschickt und der Mensch Devinoni Ral vertritt das Volk der Chrysalianer. Zwischen Ral und der Schiffsberaterin Deanna Troi entwickelt sich gleich bei ihrem ersten Aufeinandertreffen ein gegenseitiges Interesse.
Unerwartet nähert sich ein Raumschiff der Ferengi der Enterprise und der Kommandant DaiMon Goss fordert, in die Verhandlungen einsteigen zu dürfen, was ihm Bhavani gewährt. Goss ist zuversichtlich, jedes andere Angebot überbieten zu können. Captain Picard, sein erster Offizier Riker und Mendoza werten die Aufzeichnungen einer Sonde aus, die von den Barzanern durch das Wurmloch geschickt wurde. Demnach befindet sich das andere Ende des Wurmlochs in einer Region des Gamma-Quadranten. Eine Reise dorthin würde mit konventionellen Antrieben gut 100 Jahre dauern. Um aber nicht die Katze im Sack zu kaufen, beschließen sie, die Daten der Barzaner selbst zu überprüfen. Chefingenieur La Forge und der zweite Offizier Data sollen hierzu mit einem Shuttle durch das Wurmloch fliegen.
Goss heckt in der Zwischenzeit einen Plan aus, um Mendoza außer Gefecht zu setzen. Mit Hilfe seiner Assistenten Kol und Dr. Arridor zapft er sich selbst etwas Blut ab und verreibt es auf seiner Handfläche. Nach einem Handschlag mit Mendoza erleidet der eine heftige allergische Reaktion und muss auf der Krankenstation behandelt werden. Riker setzt die Verhandlungen an seiner Stelle fort. Als die Ferengi von dem bevorstehenden Shuttlestart erfahren, machen sie umgehend ein eigenes Shuttle bereit, das von Kol und Arridor geflogen werden soll.
Ral und Troi kommen sich währenddessen näher. Nach einem romantischen Abendessen verbringen sie den Abend in Trois Quartier. Troi ist Halb-Betazoidin und hat dadurch die Fähigkeit, die Gefühle anderer Lebewesen lesen zu können. Ral gesteht ihr nun, dass er zu einem Viertel Betazoide ist und diese Fähigkeit ebenfalls besitzt. Im Gegensatz zu Troi verheimlicht er das jedoch. Im Umgang mit den anderen Unterhändlern gibt sich Ral äußerst selbstsicher. Riker zeigt sich zunächst wenig beeindruckt, doch es gelingt Ral, Leyor zu verunsichern. Der beginnt zu zweifeln, dass sein Volk der Verantwortung gewachsen ist, die die Verwaltung des Wurmlochs mit sich bringt, und zieht sich von den Verhandlungen zurück. Zugleich gelingt es Ral, das Angebot der Caldonier seinem eigenen hinzuzufügen, womit er Riker vorläufig ausstechen kann.
Als die beiden Shuttles das Wurmloch durchquert haben, empfangen Data und La Forge seltsame Messwerte. Offenbar befinden sie sich nicht an dem Ort, den die Sonde erreicht hat, sondern 200 Lichtjahre davon entfernt im Delta-Quadranten. Offenbar ist dieses Ende des Wurmlochs nicht stabil. Der einzige Weg zurück besteht darin, sofort zurück in das Wurmloch zu fliegen, noch bevor es sichtbar wird. Data und La Forge informieren die Ferengi über ihre Erkenntnis, doch die wollen davon nichts wissen. Kol und Arridor warten, bis das Wurmloch wieder sichtbar wird. Doch nach einem kurzen Aufblitzen verschwindet es wieder und die beiden bleiben im Delta-Quadranten zurück.
Das Verhältnis zwischen Troi und Ral kühlt sich etwas ab, als ihr klar wird, dass dieser seine Fähigkeit zum Lesen von Gefühlen dazu nutzt, sich bei den Verhandlungen unfaire Vorteile zu verschaffen. Als die Verhandlungen fortgesetzt werden sollen, fehlt Goss. Er ist auf sein Schiff zurückgekehrt und droht damit, dass Wurmloch zu zerstören, da sein Angebot angeblich zu keinen Zeitpunkt ernsthaft in Betracht gezogen wurde. Ral bringt Bhavani dazu, das Angebot der Chrysalianer zu akzeptieren. Diese wollen den Ferengi freien Zugang zum Wurmloch gewähren, womit die Streitigkeiten beigelegt wären. Troi durchschaut Ral allerdings: Sie bemerkt, dass er und Goss diesen Vorfall nur inszeniert haben, um Bhavani zu dieser Einigung zu drängen.
In diesem Moment kehrt das Shuttle mit Data und La Forge zurück. Sie teilen ihre Entdeckung mit, dass das andere Ende des Wurmlochs nicht stabil ist und für dieses Ende früher oder später das Gleiche gelten wird. Allen Anwesenden ist damit klar, dass es als Reiseroute ungeeignet ist. Devinoni Ral wird von den Chrysalianern zurückberufen, um ihnen zu erklären, was sie jetzt mit einem wertlosen Wurmloch anfangen sollen. Er bittet Deanna, mit ihm mitzukommen, um ihm zu helfen, sich zu ändern, aber sie lehnt ab, da sie schon einen Job als Beraterin habe.

## Verbindungen zu anderen Star-Trek-Produktionen
Zahlreiche Elemente aus dieser Folge wurden in späteren Star-Trek-Produktionen wieder aufgegriffen:

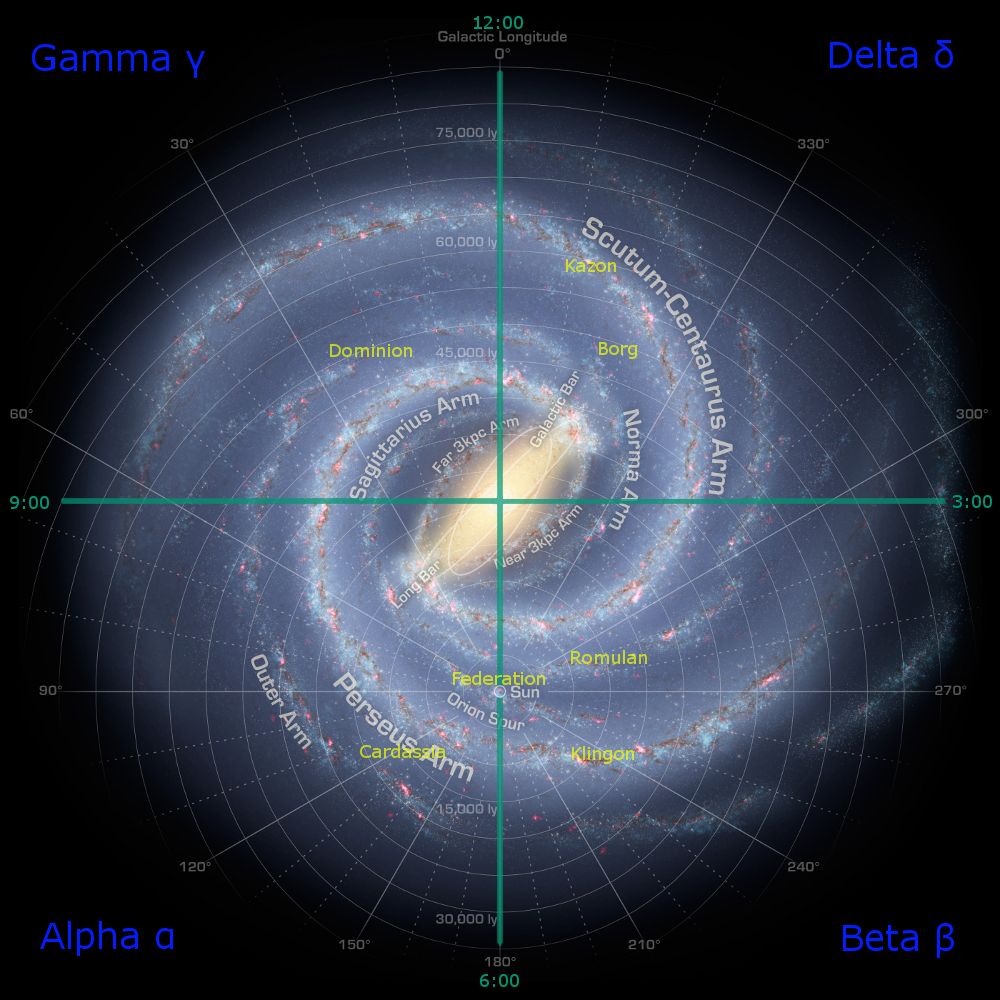
Die Milchstraße, eingeteilt in vier Quadranten

- In dieser Folge wird etabliert, dass die Milchstraße in vier Quadranten (Alpha, Beta, Gamma und Delta) eingeteilt ist. Diese Einteilung wird in den weiteren Star-Trek-Serien und -Filmen beibehalten.
- Die Entdeckung eines stabilen Wurmlochs, das in den Gamma-Quadranten führt, bildet eines der zentralen Handlungselemente der zwischen 1993 und 1999 ausgestrahlten Serie Star Trek: Deep Space Nine.
- Der Delta-Quadrant ist der Haupthandlungsort der zwischen 1995 und 2001 ausgestrahlten Serie Star Trek: Raumschiff Voyager.
- In Folge 3.05 (Das Wurmloch) von Star Trek: Raumschiff Voyager aus dem Jahr 1996 wird das Schicksal von Kol und Arridor aufgeklärt. Kol wird hier allerdings nicht von J. R. Quinonez, sondern von Leslie Jordan gespielt.
- Die Barzaner haben hier ihren ersten und für längere Zeit einzigen Auftritt im Star-Trek-Franchise. Erst in der zweiten Staffel von Star Trek: Discovery aus dem Jahr 2019 wurden sie wieder aufgegriffen. Hier ist die Barzanerin D. Nhan (gespielt von Rachael Ancheril) zunächst Sicherheitschefin der USS Enterprise und anschließend der USS Discovery. Nhan ist anfänglich eine wiederkehrende Nebenfigur und in der dritten Staffel kurzzeitig eine Hauptfigur der Serie.
- In der 2020 gestarteten animierten Serie Star Trek: Lower Decks gibt es in mehreren Folgen Anspielungen auf die Aerobic-Anzüge, die Deanna Troi und Beverly Crusher in Der Barzanhandel tragen.
- Deanna Trois Vorliebe für Schokolade wird hier erstmals erwähnt. Sie wird noch in mehreren weiteren Folgen von Raumschiff Enterprise – Das nächste Jahrhundert thematisiert.

## Produktion

### Drehbuch
Der Arbeitstitel dieser Folge lautete A Price Far Above Rubies. Die Erstversion enthielt kein Verhältnis zwischen Troi und Ral, da dieser eine Begleiterin hatte.

### Darsteller
Die Nebenfigur Miles O’Brien (Colm Meaney) ist in dieser Folge nur über Funk zu hören.
Dan Shor spielte Dr. Arridor erneut in Folge 3.05 (Das Wurmloch) von Star Trek: Raumschiff Voyager.
J. R. Quinonez erhielt für seine Darstellung von Kol keine Erwähnung in den Credits der Folge, da es sich nicht um eine Sprechrolle handelte. In der Serie Star Trek: Raumschiff Voyager arbeitete er in mehreren Folgen als Double für Robert Picardo. In Folge 7.24 (Renaissancemensch) von Star Trek: Raumschiff Voyager spielte er einen Overlooker. In Folge 4.22 (Dies sind die Abenteuer) von Star Trek: Enterprise übernahm er eine Statistenrolle.
Matt McCoy spielte zuvor mit Jonathan Frakes in der Miniserie Das abenteuerliche Leben des John Charles Fremont und im Film Police Academy 5 – Auftrag Miami Beach mit René Auberjonois, wo er einen vulkanischen Griff und Gruß vorführt.

### Kulissen
Für den Aerobic-Raum wurde das Set des Maschinenraums der Enterprise verwendet. Die tischartige Konsole wurde dafür entfernt und die Computerkonsolen an den Wänden mit Spiegeln verdeckt.

### Modelle
In dieser Folge ist erstmals ein Ferengi-Shuttle zu sehen. Es wurde in mehreren Folgen von Raumschiff Enterprise – Das nächste Jahrhundert, Star Trek: Deep Space Nine und Star Trek: Raumschiff Voyager wiederverwendet.

### Vorschau
Paramount entschied sich dafür, in der Vorschau für diese Folge das Augenmerk auf die Bettszene zwischen Ral und Troi zu legen, obwohl diese kein wesentlicher Handlungsbestandteil war.

## Rezeption
Keith DeCandido bewertete Der Barzanhandel 2011 auf tor.com als eine nur leicht überdurchschnittliche Folge von Raumschiff Enterprise – Das nächste Jahrhundert. Ihre größte Schwäche sei die Besetzung der Hauptgastrolle Devinoni Ral mit Matt McCoy. McCoy habe keine Chemie mit Marina Sirtis. Er wirke schmierig, wenn er charmant erscheinen soll, und schäbig, wenn er charismatisch erscheinen soll. Die Folge werde aber durch das gute Drehbuch und die vielen weiteren Handlungselemente gerettet. Die Dialoge zwischen Troi und Crusher sowie zwischen Picard und den Ferengi seien großartig. Die Ferengi weisen eine gute Mischung aus Gefährlichkeit und Komik auf.
Kevin Wong zählte die Aerobic-Szene mit Troi und Crusher in Der Barzanhandel 2020 auf der Website gamespot.com zu den elf absonderlichsten Momenten von Raumschiff Enterprise – Das nächste Jahrhundert.